# Оскар фон Гінденбург
Оскар Вільгельм Роберт Пауль Людвіг Гельмут фон Бенекендорф унд фон Гінденбург (нім. Oskar Wilhelm Robert Paul Ludwig Hellmuth von Beneckendorff und von Hindenburg; 31 січня 1883, Кенігсберг — 12 лютого 1960, Бад-Гарцбург) — німецький державний і військовий діяч, генерал-лейтенант вермахту. 

## Біографія
Син Пауля фон Гінденбурга і його дружини Гертруди. Як і його батько, служив у німецькій армії. Спершу його кар'єра не просувалася, оскільки начальство не вважало його тямущим офіцером. Однією з частин, де він служив, був 3-й Гвардійський полк, де він подружився з Куртом фон Шляйхером. Коли його батько став героєм Першої світової війни, кар'єра Оскара фон Гінденбурга, завдяки відомому прізвищу, пішла в гору. Під час війни Гінденбург, який досяг чину майора, служив при батькові офіцером зв'язку.
Коли Пауль фон Гінденбург в 1925 році став президентом Веймарської республіки, Оскар фон Гінденбург служив його ад'ютантом. Як найближчий друг і радник батька, ОСкар користувався певною закулісною владою. Саме він контролював доступ до президента. Значною мірою завдяки дружбі з Гінденбургом-молодшим фон Шляйхер став канцлером і одним з найближчих радників Гінденбурга-старшого. Цей вплив, що виходив за рамки конституційних повноважень, дав привід публіцисту і письменнику Курту Тухольскі іронічно говорити про нього як про «не передбаченого конституцією сина президента». У січні 1933 року майор фон Гінденбург, який тривалий час виступав проти того, щоб його батько призначив канцлером Адольфа Гітлера, був переконаний Францем фон Папеном. Фон Папен планував зробити Гітлера канцлером, а сам, як віце-канцлер, контролювати його з-за лаштунків. Частково саме через це і тиск з боку майора фон Гінденбурга його батько призначив Гітлера канцлером.
Незабаром після смерті батька в серпні 1934 майор фон Гінденбург звернувся по радіо до німецького народу (18 серпня) з проханням сказати «так» на референдумі, що проводився на наступний день. Питання, виставлене на всенародне голосування, стосувалося схвалення об'єднання Гітлером постів президента і канцлера. Понад 90% проголосувало «за». 3 серпня 1934 року вийшов у відставку.
Вільям Ширер в своїй книзі «Злет і падіння Третього Рейху» стверджує, що Оскар фон Гінденбург отримав чин генерал-майора після цього плебісциту і що після цього він залишився лояльним нацистом. Хоча він зникає з історії Третього Рейху після цього плебісциту, Ширер підкреслює, що цей заключний акт здобуття влади був життєво необхідний Гітлеру. Автор вважає, що Гітлер взагалі міг не прийти до влади без використання впливу Оскара фон Гінденбурга на батька. Уряд канцлера фон Шляйхера впав 28 січня 1933 року. Франц фон Папен, який раніше був рейхсканцлером, поки його в грудні 1932 року не перемінив Шляйхер, вів за спиною Гітлера переговори з метою знову стати канцлером президентського уряду (тобто такого, який згідно 48-й статті Веймарської конституції діє на підставі президентського декрету без підтримки партій) і майже в цьому досяг успіху, але цього не сталося значною мірою через вплив Оскара фон Гінденбурга на батька. При всій важливості інших чинників, без закулісного впливу Оскара фон Гінденбурга і державного секретаря Майснера Гітлеру було б важко переконати Пауля фон Гінденбурга запросити «цього австрійського єфрейтора» і нацистів до формування уряду. Інший очевидний прояв впливу Оскара на користь Гітлера пов'язаний з бажанням сформувати коаліційний уряд з націоналістичною партією. Цей план ледь не був скасований в останній момент, тому що партнери по коаліції були захоплені суперечками навколо призначень в майбутньому кабінеті (нацисти в ньому були в абсолютній меншості — 8:3). Вони змусили рейхспрезидента Гінденбурга чекати, Гітлер запізнився на зустріч, на якій він повинен був бути призначений канцлером. Гінденбург в роздратуванні майже скасував зустріч. Гітлер, будучи призначений канцлером, не був у цьому впевнений доти, поки це не було офіційно проголошено. Завдяки Оскару фон Гінденбургу і його роботі з батьком (з точки зору Ширера) баланс змістився на користь Гітлера. Ширер також стверджує, що Гінденбург-молодший отримав додаткові 5000 акрів землі до своїх маєтків в Нойдеку на додаток до швидкого підвищення в чині.
Перед початком Другої світової війни Оскар фон Гінденбург був знову призваний на службу, до 26 серпня по 5 листопада 1939 року — командувач 1-м військовим округом, після чого переведений на тилові посади. З 1941 року — комендант табору військовополонених у Східній Пруссії.  Коли в кінці Другої світової війни радянські війська підійшли до кордонів Німеччини, Гінденбург-молодший керував демонтажем танненберзького меморіалу, поставленого на честь перемоги його батька над росіянами в 1914 році під Танненбергом. Він також влаштував переміщення останків батька на захід. В грудні 1944 року був переведений в резерв. 28 лютого 1945 року вийшов на пенсію.
Оскар фон Гінденбург брав участь в Нюрнберзькому процесі як свідок проти Франца фон Папена. У 1956 році він виграв судову справу проти південнонімецького видавництва, яке посмертно опублікувало книгу барона Ервайна фон Аретіна «Корона і ланцюги. Спогади баварського дворянина », але не змогло довести звинувачення в тому, що Гінденбург незаконно отримав в 1930 році фінансування в рамках« Остгільфе», програми Веймарської республіки з надання допомоги сільському господарству на сході Німеччини.

## Звання
- Лейтенант (22 березня 1903)
- Обер-лейтенант (19 червня 1912)
- Гауптман (8 листопада 1914)
- Майор (25 січня 1924)
- Оберст-лейтенант (1 лютого 1929)
- Оберст (1 лютого 1932)
- Генерал-майор (1 вересня 1940)
- Генерал-лейтенант (1 квітня 1942)

## Нагороди
- Залізний хрест 2-го і 1-го класу
- Королівський орден дому Гогенцоллернів, лицарський хрест з мечами
- Орден Фрідріха (Вюртемберг), лицарський хрест 1-го класу з мечами
- Хрест «За військові заслуги» (Брауншвейг) 2-го і 1-го класу
- Військовий Хрест Фрідріха-Августа (Ольденбург) 2-го і 1-го класу
- Хрест «За військові заслуги» (Ліппе)
- Ганзейський Хрест (Любек)
- Хрест «За військові заслуги» (Австро-Угорщина) 3-го класу з військовою відзнакою
- Військова медаль (Османська імперія)
- Орден Святого Йоанна (Бранденбург), лицар справедливості
- Почесний хрест ветерана війни з мечами
- Медаль «За вислугу років у Вермахті» 4-го, 3-го, 2-го і 1-го класу (25 років)
- Хрест Воєнних заслуг 2-го класу з мечами
- Золотий партійний знак НСДАП